# A Terra Prometida
A Terra Prometida (La terre promise) est une telenovela brésilienne diffusée entre le 5 juillet 2016 et le 31 mars 2017 sur RecordTV.

## Synopsis
La série se déroule vers 1200 av. J.-C. dans un camp hébreu à Shittim, dans le désert de Moab. Après la mort de Moïse, Josué devient le nouveau chef des Hébreux. Joshua est un guerrier expérimenté, doté de courage, de détermination et d'une foi puissante. Mais ce n’est pas une tâche facile de conduire un peuple à sa destination. Avec ses alliés les plus proches et les plus fiables (le prêtre lévite Eléazar et Caleb, chef de la tribu de Juda), Josué doit remplir une mission difficile, ordonnée par Dieu: commander aux douze tribus d’Israël et les diriger dans leur conquête de Canaan, la terre promise.

## Acteurs et personnages
| Acteur/Actrice          | Personnage       |
| ----------------------- | ---------------- |
| Sidney Sampaio          | Josué            |
| Thaís Melchior (en)     | Aruna Mesqa      |
| Paloma Bernardi (en)    | Samara Avec      |
| Raphael Viana           | Tobias Avec      |
| Beth Goulart            | Léia Avec        |
| Miriam Freeland         | Raabe Zurig      |
| Rafael Sardão           | Salmon           |
| Gabriel Gracindo        | Melquias Kalil   |
| Maytê Piragibe          | Jéssica          |
| Elizângela              | Milah Zurig      |
| Cristiana Oliveira      | Mara Nabi        |
| Milhem Cortaz           | Calebe Sevilha   |
| Nívea Stelmann          | Noemi Sevilha    |
| Igor Rickli             | Marek de Jericó  |
| Juliana Silveira        | Kalési de Jericó |
| Guilherme Boury         | Iru Sevilha      |
| Kadu Moliterno          | Acã              |
| Iran Malfitano          | Yussuf           |
| Carla Diaz              | Melina Verona    |
| Rafaela Mandelli        | Ula Verona       |
| Roberto Bomtempo        | Kamir Verona     |
| Flávia Monteiro         | Ravena Vasco     |
| Roberto Frota           | Durgal Vasco     |
| Ricky Tavares           | Zaqueu           |
| Juliana Boller          | Chaia            |
| Raymundo de Souza       | Quemuel Avec     |
| Bernardo Velasco        | Eleazar Oppus    |
| Brendha Haddad          | Inês Oppus       |
| Leonardo Miggiorin      | Otniel           |
| Marisol Ribeiro         | Acsa Sevilha     |
| Letícia Medina          | Livana Luz       |
| Alexandre Slaviero      | Maquir Alenco    |
| Douglas Sampaio         | Rune             |
| Pedro Henrique Moutinho | Sandor Osiris    |
| Rodrigo Phavanello      | Gibar Kalil      |
| Cláudio Gabriel         | Elói Paz         |
| Day Mesquita            | Ioná Nabi-Paz    |
| Marcos Winter           | Merodaque        |
| Mario Frias             | Adoni-Zedeque    |
| Paulo Goulart Filho     | Talmal Alenco    |
| Ernani Moraes           | Pedael Luna      |
| Fábio Villa Verde       | Aiúde Nabi       |
| Walter Breda            | Orias Zurig      |
| Paulo César Grande      | Haniel           |
| Ariela Massotti         | Laís             |
| Alexandre Liuzzi        | Jordi            |
| Yaçanã Martins          | Adara Mesqa      |
| Rafael Queiroz          | Finéias Oppus    |
| Luciana Braga           | Yana             |
| Caetano O'Maihlan       | Setur            |
| Daniel Erthal           | Isaque Luna      |
| Ray Erlich              | Adélia           |
| Osmar Silveira          | Temá Luna        |
| Zeca Carvalho           | Quenaz Sevilha   |
| Guilherme Leme          | Elidade Luz      |
| Valéria Alencar         | Laila Luz        |
| Andréa Avancini         | Sama Yan         |
| Tatsu Carvalho          | Boã Yan          |
| Louise Marrie           | Ruth Yan         |
| Leonardo Franco         | Tibar Osiris     |
| André Ramiro            | Jesana           |
| Antônio Carlos          | Bomani           |
| João Bourbonnais        | Elias            |
| Lino Correa             | Paltiel          |
| Miguel Costa            | Gael Alenco      |
| Frederico Volkmann      | Nobá Zurig       |
| Fabricio Assis          | Kalu             |
| João Fernandes          | Galimedes        |
| Dudu Varello            | Lagartinho       |
| Matheus Leandro         | Coiote           |
| Mayke Carvalho          | Zucrim           |
| Davi Lima               | Zimba            |
| Giulia Gatti            | Nira             |
| Yasmin Franklin         | Kira             |

## Diffusion
- RecordTV (2016-2017)
- RecordTV Portugal
- TV Miramar
- RecordTV Cabo Verde
- RecordTV Angola
- RecordTV Uganda
- RecordTV Madagáscar
- RecordTV Japão
- RecordTV Europa
- TVN
- Telefe
- Telemicro
- TVN
- Unitel
- Canal 10
- Univision Porto-Rico
- Univision et UniMás
- Imagen Televisión
- Telefuturo
- Canal 11
- Latina Televisión
- Ecuavisa

### Sources
- (pt) Cet article est partiellement ou en totalité issu de l’article de Wikipédia en portugais intitulé « A Terra Prometida » (voir la liste des auteurs).